# قرابیه

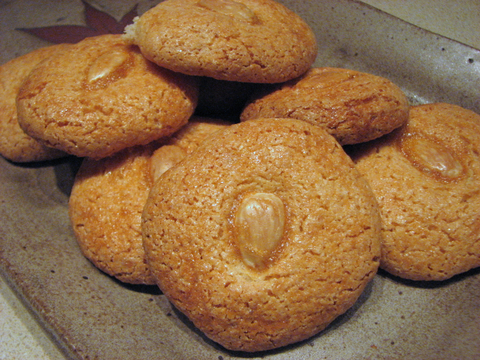
قرابی بادامی ترکیه

قرابیه یا قُرَبی‌یَه (به ترکی آذربایجانی: Qurabiyə) نوعی شیرینی سنتی منطقه آذربایجان است که در شهرهای مختلف آن از جمله اردبیل، ارومیه، تبریز، زنجان، و مراغه پخته می‌شود. شیرینی‌های مشابهی به این نام در کشورهای جمهوری آذربایجان، ترکیه و یونان، مانند قرابیه آجی‌بادام وجود دارد. قرابیه در ایران علاوه بر منطقه آذربایجان در قزوین و تهران نیز پخته می‌شود.
این شیرینی به دلیل استفاده از مغزیجات و به خصوص مغز بادام به عنوان شیرینی مجلسی و گران‌قیمت محسوب شده و از سوغاتی‌های مخصوص اردبیل و تبریز و زنجان به‌شمار می‌رود. در شهرستان سبزوار شیرینی متفاوتی با همین نام وجود دارد.

## پخت و انواع
قرابیه را با پودر بادام درختی که عمده محتویات آن است به همراه شکر و سفیده تخم مرغ و با مهارت و اصول خاصی درست می‌کنند. در قرابیه پسته‌ای در تزیین روی شیرینی به جای بادام، مغز پسته به‌کار می‌برند. نوع دیگری از آن قرابیه نارگیلی است که به جای بادام از پودر نارگیل استفاده می‌شود. به طور مشابه در زنجان قرابی گردویی یا «گیردکان قرابیه‌سی» با استفاده از گردو پخته می‌شود.

## ثبت ملی
در سال 1401، قرابیه به پیشنهاد اتحادیه قنادان تبریز و اداره میراث فرهنگی آذربایجان شرقی توسط شورای ملی میراث ناملموس به ثبت ملی رسیده و به افتحار آن جشنواره‌ای به مدت سه روز در شهر تبریز برگزار گردید.